# Levantamento de peso nos Jogos Pan-Americanos de 1967
As competições de levantamento de peso nos Jogos Pan-Americanos de 1967 foram realizadas em Winnipeg, Canadá. Esta foi a quinta edição do esporte nos Jogos Pan-Americanos, tendo sido disputado apenas entre os homens.

## Masculino

### Até 56 kg
| POSIÇÃO | FINAL                    |
| ------- | ------------------------ |
|         | Fernando Báez Cruz (PUR) |
|         | Anthony Phillips (BAR)   |
|         | Martin Dias (GUY)        |

### Até 60 kg
| POSIÇÃO | FINAL                |
| ------- | -------------------- |
|         | Walter Imahara (USA) |
|         | Manuel Mateos (MEX)  |
|         | Idelfonso Lee (PAN)  |

### Até 67,5 kg
| POSIÇÃO | FINAL                  |
| ------- | ---------------------- |
|         | Pastor Rodríguez (CUB) |
|         | Hugo Gittens (TRI)     |
|         | Arnaldo Muñoz (CUB)    |

### Até 75 kg
| POSIÇÃO | FINAL                 |
| ------- | --------------------- |
|         | Russell Knipp (USA)   |
|         | Koji Michi (BRA)      |
|         | Luiz de Almeida (BRA) |

### Até 82,5 kg
| POSIÇÃO | FINAL                 |
| ------- | --------------------- |
|         | Joseph Puleo (USA)    |
|         | Ángel Pagán (PUR)     |
|         | Pierre St.-Jean (CAN) |

### Até 90 kg
| POSIÇÃO | FINAL                   |
| ------- | ----------------------- |
|         | Phillip Grippaldi (USA) |
|         | Paul Bjarnason (CAN)    |
|         | Andrés Martínez (CUB)   |

### Mais de 90 kg
| POSIÇÃO | FINAL                |
| ------- | -------------------- |
|         | Joseph Dube (USA)    |
|         | Ernest Varona (CUB)  |
|         | Brandon Bailey (TRI) |